# Leptopontia dovpori
Leptopontia dovpori är en kräftdjursart som beskrevs av Rony Huys och Conroy-Dalton 1996. Leptopontia dovpori ingår i släktet Leptopontia, och familjen Leptopontiidae. Arten är reproducerande i Sverige.